# Parabolischer Arbelos
Ersetzt man in der Arbelos-Figur alle Halbkreisbögen durch Parabelbögen, deren Breite (= Längenmaßzahl der Grundlinie) stets doppelt so groß wie die Höhe (= Längenmaßzahl der Scheitel-Ordinate) ist, so heißt die so abgewandelte Figur Parabolischer Arbelos.
(Hinweis: In einer abgewandelten Definition verwendet Sondow den Begriff Parbelos, der sich von obiger Definition unterscheidet.)

## Eigenschaft

Die Flächenmaßzahl des grün gefärbten Parabolischen Arbelos (oberes Bild) ist gleich der Flächenmaßzahl des grün gefärbten Parabelsegments über AD mit der Höhe DB (unteres Bild).

## Beweis
Verwendet wird die Archimedische Formel für Parabelsegmente, die Archimedes in einer seiner Hauptschriften mit dem Titel Quadratur der Parabel, lateinisch De quadratura parabolae, beweist. Diese Formel besagt, dass die Fläche eines Parabelsegments mit der Grundseite g und der Höhe h die Maßzahl {\displaystyle \textstyle {\frac {2}{3}}}{\displaystyle \mathrm {gh} } besitzt.
Im Folgenden bezeichne {\displaystyle p} die Länge der Strecke AD. Da für alle Längen der Strecke AB die Grundfiguren des Parabolischen Arbelos im geometrischen Sinne zueinander ähnlich sind, wird im Folgenden ohne Einschränkung der Allgemeingültigkeit die Länge der Strecke AB gleich 2 gewählt.
Flächenmaßzahl des Parabelsegments über AD:
{\displaystyle {\frac {2}{3}}\cdot p\cdot {\frac {p}{2}}={\frac {2}{3}}\cdot {\frac {p^{2}}{2}}={\frac {p^{2}}{3}}}
Flächenmaßzahl des Parabelsegments über DB:
{\displaystyle {\frac {2}{3}}\cdot (2-p)\cdot {\frac {2-p}{2}}={\frac {2}{3}}\cdot {\frac {(2-p)^{2}}{2}}={\frac {(2-p)^{2}}{3}}}
Die Summe beider Flächenmaßzahlen ist:
{\displaystyle {\frac {1}{3}}\cdot (p^{2}+(2-p)^{2})={\frac {2}{3}}\cdot (p^{2}-2p+2)}
Die Flächenmaßzahl des Parabelsegments über AB ist:
{\displaystyle {\frac {2}{3}}\cdot 2\cdot 1={\frac {4}{3}}}
Als Flächenmaßzahl des Parbelos ergibt sich daraus:
{\displaystyle {\frac {4}{3}}-{\frac {2}{3}}\cdot (p^{2}-2p+2)={\frac {4}{3}}-{\frac {2}{3}}p^{2}+{\frac {4}{3}}p-{\frac {4}{3}}=-{\frac {2}{3}}p^{2}+{\frac {4}{3}}p={\frac {2}{3}}p\cdot (2-p)}
Nach der Archimedischen Formel für Parabelsegmente hat die Fläche des Parabelsegments mit der Grundseitenlänge {\displaystyle p} und der Höhe {\displaystyle (2-p)} ebenfalls die Maßzahl {\displaystyle \textstyle {\frac {2}{3}}p\cdot (2-p)}.